# Guillaume de Chateauneuf
Guillaume de Chateauneuf, originari d'Alvèrnia, fou el 19è Mestre de l'Hospital entre 1242 i la data de la seva mort, el 1258.
El 1244 va participar en la batalla de Gaza on va ser ferit. El 1256 es trobava en missions diplomàtiques a Venècia i Gènova, per trobar suports davant de l'orde del Temple, amb qui no tenien massa bones relacions.